# Dinoprora nyctereutica
Dinoprora nyctereutica là một loài bướm đêm trong họ Noctuidae.